# Nikola Čorbová
Nikola Čorbová (* 8. Dezember 1990 in Stropkov) ist eine slowakische Ausdauersportlerin, Radrennfahrerin und Triathletin. Sie ist Vizeweltmeisterin Duathlon Langdistanz (2021) und Staatsmeisterin Triathlon Mitteldistanz (2019).

## Werdegang
2013 gewann die 22-jährige Slowakin im Juli in Salzburg den Ultramarathon „Mozart 100“ (über 100 km).
2018 belegte Nikola Čorbová den fünften Rang bei der Europameisterschaft auf der Duathlon-Mitteldistanz,
2019 wurde sie Staatsmeisterin auf der Triathlon-Mitteldistanz.
Beim Wings for Life World Run belegte sie 2021 den dritten Rang und sie wurde im selben Jahr Dritte bei den slowakischen Meisterschaften im Einzelzeitfahren. Im September wurde Čorbová in der Schweiz Vizeweltmeisterin auf der Duathlon-Langdistanz.
2024 belegte die 33-Jährige im Mai auf der Triathlon-Langdistanz den sechsten Rang im Ironman Lanzarote (3,86 km Schwimmen, 180,2 km Radfahren und 42,195 km Laufen).
Nikola Čorbová lebt in Bratislava.

## Sportliche Erfolge
| Datum/Jahr    | Rang | Wettbewerb                                           | Austragungsort    | Zeit     | Bemerkung                               |
| ------------- | ---- | ---------------------------------------------------- | ----------------- | -------- | --------------------------------------- |
| 18. Mai 2024  | 6    | Ironman Lanzarote                                    | Puerto del Carmen | 10:32:50 | [ 2 ]                                   |
| 29. Aug. 2020 | 1    | Traismauer Triathlon                                 | Traismauer        |          | neben dem Österreicher Michael Weiss    |
| 5. Juli 2019  | 1    | SVK Middle Distance Triathlon National Championships | Batovce           | 04:45:36 | Staatsmeisterin Triathlon Mitteldistanz |
| 26. Aug. 2018 | 5    | SVK Sprint Triathlon National Championships          | Malá Domaša       | 01:03:47 |                                         |
| 18. Aug. 2018 | 3    | SVK Triathlon National Championships                 | Žilina            | 02:18:15 | hinter Ivana Kuriackova                 |
| 2014          | 2    | SVK Triathlon National Championships                 | Slowakei          | 02:10:21 | hinter Zuzana Vojtekova                 |

| Datum/Jahr    | Rang | Wettbewerb                                                 | Austragungsort | Zeit     | Bemerkung                                                                             |
| ------------- | ---- | ---------------------------------------------------------- | -------------- | -------- | ------------------------------------------------------------------------------------- |
| 19. Sep. 2021 | 2    | Powerman Duathlon World Championships                      | Zofingen       | 07:21:13 | Duathlon-Vizeweltmeisterin beim Powerman Zofingen – hinter der Siegerin Merle Brunnée |
| 6. Mai 2018   | 5    | ETU Powerman Long Distance Duathlon European Championships | Vejle          | 03:16:08 | Duathlon-Europameisterschaft Mitteldistanz, hinter der Österreicherin Sandrina Illes  |

| Datum/Jahr    | Rang | Wettbewerb | Austragungsort | Zeit     | Bemerkung   |
| ------------- | ---- | ---------- | -------------- | -------- | ----------- |
| 16. Juli 2013 | 1    | Mozart 100 | Salzburg       | 10:44:42 | über 100 km |

(DNF – Did Not Finish)